# Heiligtumsfahrt Maastricht

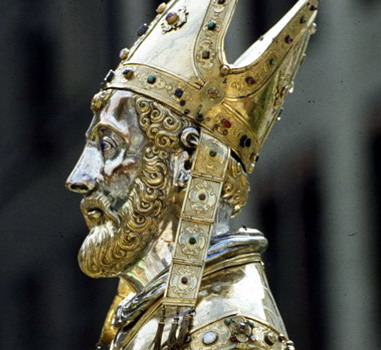
Servatius von Tongern

Die Heiligtumsfahrt Maastricht findet in einem Rhythmus von sieben Jahren zu Ehren des Heiligen Servatius von Tongern († 13. Mai 384) in Maastricht  (Niederlande) statt. Sie gehört in den Zyklus der Sieben-Jahres-Heiligtumsfahrten von Aachen, Kornelimünster und Mönchengladbach.

## Legende und Entstehung der Wallfahrt

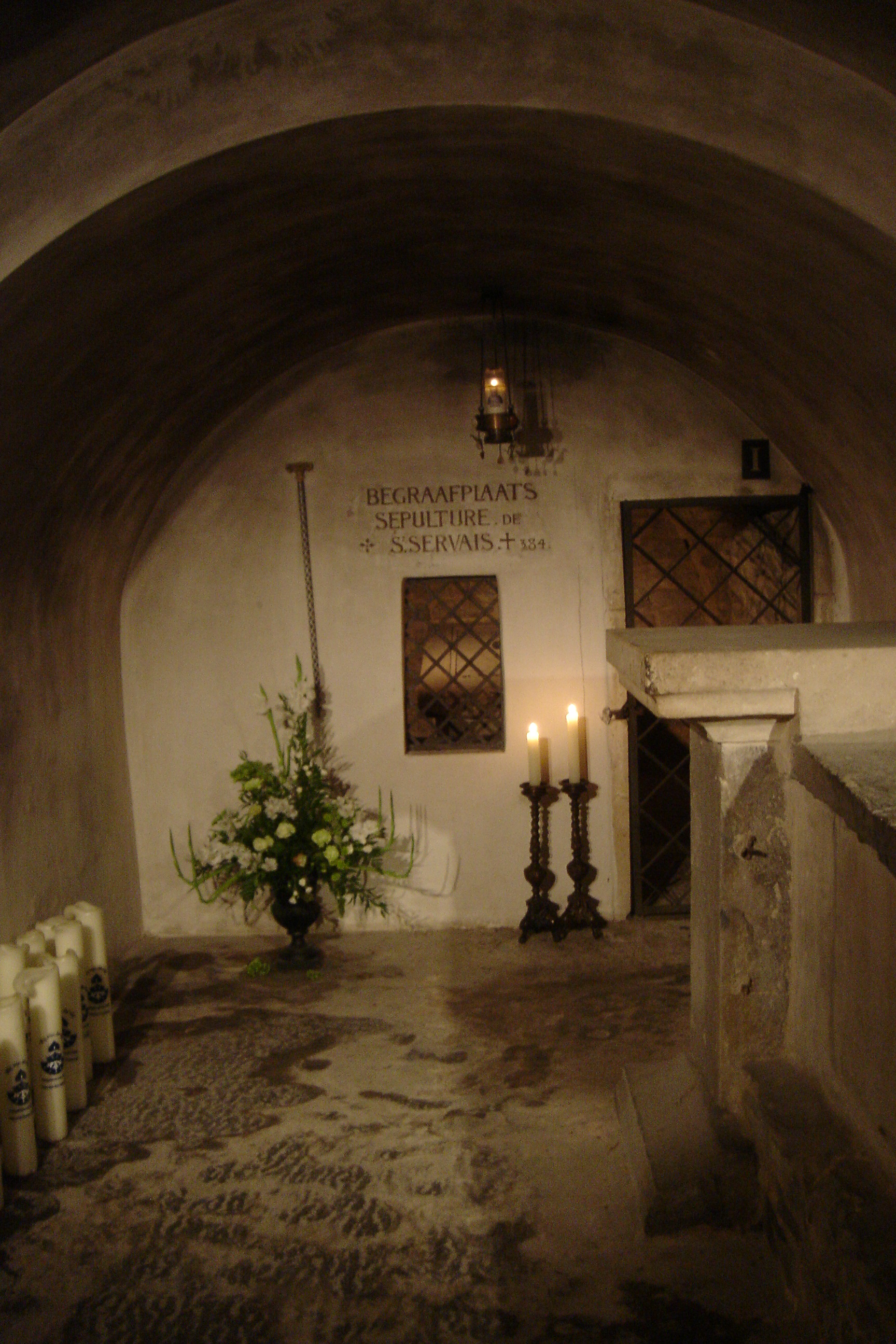
Krypta und Grabstätte des hl. Servatius

Der Bischof von Maastricht (heute Diözese Roermond), der vermutlich aus Armenien stammende Servatius („der Gerettete“), starb am 13. Mai 384 in Maastricht. Sein Grab wurde in der nach ihm benannten Kirche errichtet. Zu Lebzeiten hatte Servatius angekündigt, dass die Vandalen, gemeinsam mit Alanen und Sueben in die römische Provinz Gallien einfallen werden. Diese Weissagung verwirklichte sich in der Silvesternacht 406 und in Folge dieses Ereignisses nahm die Heiligenverehrung des Servatius in Westeuropa zu. Seine Grabstätte entwickelte sich zu einem Wallfahrtsort und seit 1391 versammeln sich Pilger am Grab. So sollen 1496 über 100 000 Pilger am Servatiusfest teilgenommen haben. Seit 1829 findet die Heiligtumsfahrt nach Maastricht im Sieben-Jahres-Rhythmus statt, zuletzt im Jahre 2011. Die frühere Kirche über seinem Grab ist die heutige Sankt Servatius-Basilika.

## Die Feierlichkeiten während der  Heiligtumsfahrt
Zu Beginn jeder Feierwoche steht der große Eröffnungsgottesdienst. In den nachfolgenden Tagen werden weitere Andachten, Gottesdienste und religiöse Veranstaltungen angeboten. Den Höhepunkt bildet die große Prozession (Ommegang), bei der den Gläubigen und den Wallfahrern wertvolle und bedeutende Reliquien gezeigt werden. Bei der Prozession trägt man das Haupt in einer Reliquienbüste, den Bischofsstab, das Brustkreuz, die Patene und den Kelch des heiligen Servatius durch die Straßen Maastrichts. Der goldene Servatiusschrein bildet dabei den höchsten Mittelpunkt der Prozession, in ihm werden die Gebeine des Stadtpatrons aufbewahrt.

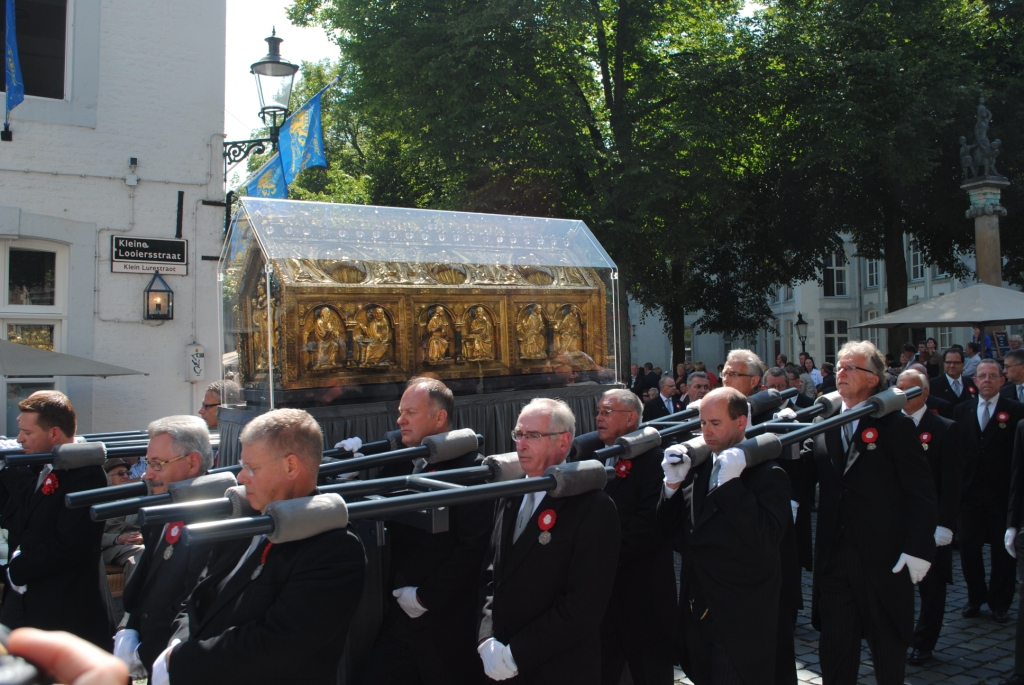
Prozession (Servatiusschrein)
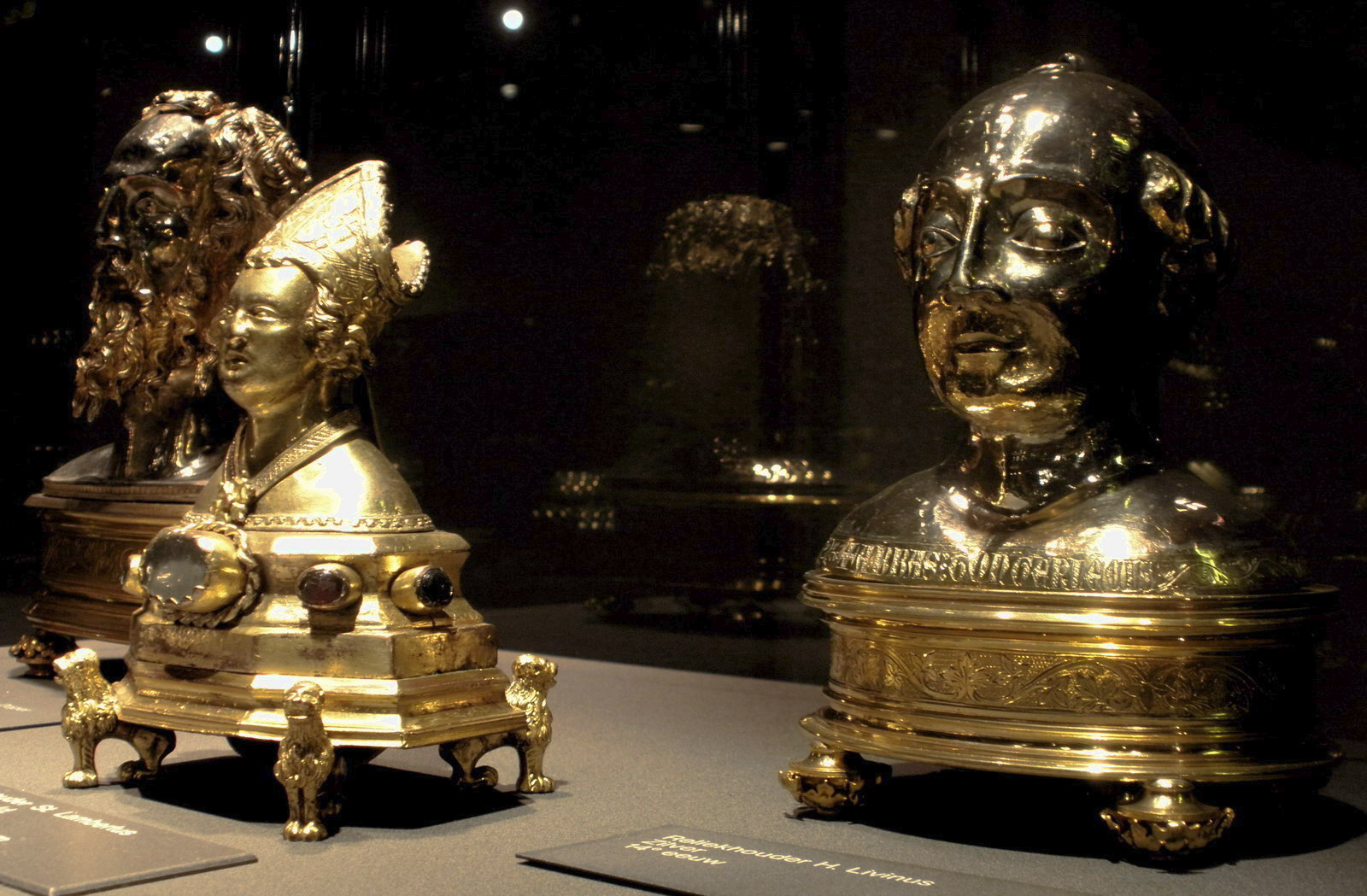
Reliquienbüsten
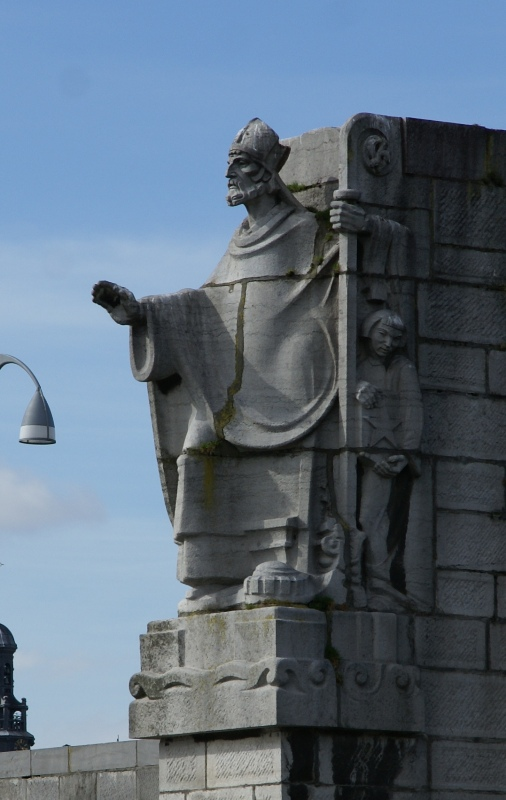
Servatiusbrücke Maastricht

## Heiligtumsfahrten
Die vorletzte Heiligtumsfahrt nach Maastricht fand vom 30. Juni bis 10. Juli 2011 statt. Sie stand unter dem Motto „Dem Licht entgegen“. Neben der feierlichen Prozession wurden die Tage mit weiteren religiösen und kulturellen Veranstaltungen eingerahmt. Die Eröffnungsfeier wurde am Brunnen des heiligen Servatius zelebriert. Vom 24. Mai bis 3. Juni 2018 fand die letzte Heiligtumsfahrt statt. Das Bistum Aachen war zum ersten Mal dabei.
Das Bistum Aachen veranstaltet die Aachener Heiligtumsfahrt.